# 臺灣魚形介
臺灣魚形介（学名：Paradoxostoma taiwanica）为魚形介科魚形介屬下的一个种。